# Élections constituantes de 1945 dans le Var
Les élections constituantes françaises de 1945 se déroulent le 21 octobre.

## Mode de scrutin
Les députés sont élus selon le système de représentation proportionnelle suivant la règle de la plus forte moyenne dans le département, sans panachage ni vote préférentiel. Il y a 586 sièges à pourvoir.
Dans le département du Var, cinq députés sont à élire.

## Élus
Les cinq députés élus sont : 
| Identité       | Parti | Parti |
| -------------- | ----- | ----- |
| Franck Arnal   |       | SFIO  |
| Jean Charlot   |       | SFIO  |
| Jean Bartolini |       | PCF   |
| Michel Zunino  |       | PCF   |
| Jean Labrosse  |       | MRP   |

## Résultats

### Résultats à l'échelle du département
| Parti          | Parti                                            | Tête de liste   | Résultats | Résultats | Sièges | Sièges |
| Parti          | Parti                                            | Tête de liste   | Voix      | %         |        |        |
| -------------- | ------------------------------------------------ | --------------- | --------- | --------- | ------ | ------ |
|                | Section française de l'Internationale ouvrière   | Franck Arnal    | 69 644    | 43,51     | 2      |        |
|                | Parti communiste français                        | Jean Bartolini  | 61 523    | 38,43     | 2      |        |
|                | Mouvement républicain populaire                  | Jean Labrosse   | 24 735    | 15,45     | 1      |        |
|                | Parti républicain, radical et radical-socialiste | Marcel Devienne | 4 177     | 2,61      | -      |        |
|                |                                                  |                 |           |           |        |        |
| Inscrits       | Inscrits                                         | Inscrits        | 216 738   |           | 5      |        |
| Votants        | Votants                                          | Votants         | 164 772   | 76,02     |        |        |
| Blancs et nuls | Blancs et nuls                                   | Blancs et nuls  | 4 667     | 2,85      |        |        |
| Exprimés       | Exprimés                                         | Exprimés        | 160 081   | 97,15     |        |        |